# M-xilen
m-xilenul (1,3-xilenul) este un compus organic, un xilen cu formula chimică C6H4(CH3)2. Este un dimetilbenzen, cu grupele metil în pozițiile 1 și 3 pe nucleul aromatic. Este un lichid incolor, uleios și inflamabil.

## Proprietăți
m-xilenul este utilizat industrial în obținerea acidului izoftalic, utilizat ca monomer în procese de copolimerizare, pentru obținreea PET. Conversia sa la acid izoftalic este o oxidare catalitică. 